# Infras
Infras ist ein 1976 gegründetes Schweizer Forschungs- und Beratungsunternehmen zu nachhaltiger Entwicklung.

## Geschichte
Samuel Mauch und die beiden späteren Nationalräte Ursula Mauch und Elmar Ledergerber gründeten Infras im Jahr 1976. Auslöser waren die Prognosen des Club of Rome, wonach die Weltwirtschaft zusammenbricht, wenn es nicht gelingt, den Ressourcenverbrauch zu begrenzen. Die Gründer waren überzeugt, dass sich die damit verbundenen, komplexen Probleme nur durch vernetztes Denken lösen lassen. Sie arbeiteten massgeblich mit am NAWU-Report «Wege aus der Wohlstandsfalle ». Dieser gilt als Wegweiser für die Nachhaltigkeitsforschung in der Schweiz.
Forschungsstudien von Infras haben die politische Diskussion in der Schweiz immer wieder geprägt, z. B. zur Nachhaltigen Entwicklung, zur Verlagerung des Güterverkehrs und zum Bau der NEAT, zur Kostenwahrheit im Verkehr, zur Energiewende, zur ökologischen Steuerreform oder in jüngster Zeit zur die Vereinbarkeit von Familie und Beruf oder zu Reformen im Gesundheitssystem.

## Tätigkeit
Infras ist ein Forschungs- und Beratungsunternehmen und als Aktiengesellschaft mit Sitz in Zürich und in Bern organisiert. Das Unternehmen ist vollständig im Besitz der Geschäftsleitung und der Mitarbeitenden. Infras beschäftigt ein interdisziplinäres Team von rund 70 Wissenschaftern (Stand 2023). Es erstellt für öffentliche und private Auftraggeber Studien und begleitet Projekte im In- und Ausland.
Der öffentlichen Hand sollen die Studien und Projekte Entscheidungsgrundlagen für die Politik und Verwaltung in den Bereichen Verkehr, Energie, Umwelt, Wirtschaft und Gesellschaft bieten. Die Studien sind in der Regel öffentlich zugänglich.

## Auszeichnungen
- 2009: 2. Platz Nachhaltigkeitspreis der Zürcher Kantonalbank[10]
- 2017: Prix Balance, Kanton Zürich[11]

## Veröffentlichungen
- Markus Maibach: Die vergessenen Milliarden. Verlag Paul Haupt  1996, ISBN 978-3-258-05419-3
- Susanne Stern: Krippen und Tagesfamilien in der Schweiz. Verlag Paul Haupt 2006, ISBN 3-258-06996-4